# 1986年歐洲各共同體（修訂）法令
《1986年歐洲各共同體（修訂）法令》（英語：European Communities (Amendment) Act 1986；c. 58）是一條英國國會法令，旨在將在1986年2月17和28日簽署的《單一歐洲法案》部分條文納入英國本地法律。本法令是英國加入欧洲各共同体十三年後，首次修訂《1972年歐洲各共同體法令》。本法令在1986年11月7日獲御准。
本法令在2020年1月31日被《2018年歐洲聯盟（脫離）法令》廢除。